# Дубовцова, Яна
Яна Дубовцова (словац. Jana Dubovcová; род. 22 июня 1952, Жилина) — словацкий юрист и государственный деятель. В прошлом — министр юстиции Словакии (2023), общественный защитник прав (омбудсмен; 2012—2017), депутат Национального совета Словакии (2010—2012).

## Биография
Родилась 22 июня 1952 года в Жилине в Чехословакии.
В 1971—1977 годах училась на юридическом факультете Университета имени Я. А. Коменского в Братиславе. В 1979 году получила степень дипломированного юриста (JUDr.).
В 1975—1988 годах проходила юридическую практику. В 1988—1989 годах — секретарь краевого суда в Банска-Бистрице. После сдачи квалификационного экзамена на должность судьи избрана судьёй в декабре 1989 года. В 1989—2010 годах работала судьёй, председателем судебной коллегии. В 1999—2005 годах была председателем краевого суда в Банска-Бистрице. В 1998—2003 годах — главный редактор журнала Justin Объединения судей Словакии (Združenie sudcov Slovenska) и информационного бюллетеня Объединения судей Словакии. В 1999—2003 годах преподавала на педагогическом факультете Университета Матея Бела в Банска-Бистрице. В 2001—2010 годах — член Национального объединения судей-женщин Словакии, которое в значительной степени отвечало за принятие законодательства о судебном преследовании за домашнее насилие. В 2003—2005 годах оказывала бесплатные юридические консультации в консультативно-психологическом центре в Банска-Бистрице.
Бескомпромиссно защищала принципы, указывала на коррупцию в крайне консервативной и закостенелой судебной системе. В апреле 2001 года Яна Дубовцова лично инициировала исследование коррупции в своём собственном суде. Результаты показали, что с коррупцией сталкивались 30 % респондентов, две трети из которых заявили, что взятку просил непосредственно судья. Опрос побудил Объединение судей Словакии призвать министра юстиции Яна Чарногурского уволить её с поста председателя краевого суда. Чарногурский отказался уволить её. В 2002 году удостоена премии «За Честность» (Integrity Award), присуждаемой ежегодно международной организацией Transparency International за вклад в борьбу с коррупцией.
Возглавила внедрение системы электронного распределения дел между судьями одного суда в сотрудничестве с министерством юстиции Швейцарии. Проект был запущен в краевом суда в Банска-Бистрице, а затем распространён на всю страну.
Критиковала министра юстиции в 2006—2009 годах и председателя Верховного суда с 2009 года Штефана Гарабина, за что её привлекли к дисциплинарной ответственности.
В феврале 2010 года она отказалась от должности судьи. По результатам парламентских выборов 2010 года избрана депутатом Национального совета Словакии от Словацкого демократического и христианского союзр — Демократической партии.
В 2012 году депутаты Национального совета Словакии избрали Яну Дубовцову на должность общественного защитника прав (verejný ochranca práv, VOP, омбудсмена) 76 голосами. Принесла присягу 28 марта, сменила Павла Кандрача.
Она обратила внимание на нарушение прав человека при проведении крупномасштабной полицейской операции 19 июня 2013 года в Молдаве-над-Бодвоу в районе, населённом цыганами. Цыганская община живёт в основном в двух многоквартирных домах на улице Будуловска. 15 июня был праздник с музыкой и танцами, рано утром 16 июня произошла стычка между членами общины и полицейским патрулем, в ходе которой полицейскую машину забросали камнями. Операцию 19 июня проводили 63 офицера на 23 машинах. 15 офицеров были из сил быстрого реагирования. Операция получила широкое освещение в СМИ. 16 августа общественный защитник прав Яна Дубовцова представила на рассмотрение Национального совета Словакии «Чрезвычайный отчёт общественного защитника прав о фактах, указывающих на серьезные нарушения основных прав и свобод действиями определенных органов». Отчёт касался различных аспектов положения цыган в Словакии, а частично касался, в частности, операции полиции в Молдаве-над-Бодвоу 19 июня 2013 года с точки зрения права на уважение жилища. Отчёту предшествовало расследование её сотрудников, которое включало инспекцию на месте в период с 17 по 19 июля 2013 года, беседы с рядом пострадавших членов общины на улице Будуловска и различных должностных лиц, а также изучение документальных свидетельств. Дубовцова поставила под сомнение цели, срочность, необходимость и эффективность операции, адекватность её планирования и используемых средств. Она сочла, что оспариваемая операция носила чисто репрессивный характер с целью продемонстрировать силу и наказать общину за ранний инцидент, связанный с тем, что полицейский патруль забросали камнями. Операция не задумывалась и не планировалась как поисковая. Было крайне маловероятно, что её истинной целью был розыск. Ввиду всех обстоятельств операция не отвечала требованиям необходимости в демократическом обществе. Кабинет Роберта Фицо вмешивался в расследование дела о нападении на цыган в Молдаве-над-Бодвоу и в деятельность общественного защитника прав Яны Дубовцовой. Члены цыганской общины пожаловались на жестокое обращение со стороны полиции в ходе полицейской операции 19 июня 2013 года. 1 сентября 2020 года Европейский суд по правам человека в Страсбурге постановил выплатить 20 тысяч евро каждому из заявителей в качестве компенсации морального вреда.
Общественный защитник прав Яна Дубовцова неоднократно поднимала вопрос об отсутствии в Словакии независимого механизма рассмотрения жалоб на действия полиции.
В марте 2014 года общественный защитник прав Яна Дубовцова поддержала гей-парад «Радужный прайд» (Dúhový Pride) в Братиславе, а в сентябре записала видеообращение к участникам «Радужного прайда» в Кошице.
2 апреля 2014 года посол США в Братиславе Теодор Седжвик вручил Дубовцовой награду «Защитник прав человека» в знак признания «её усилий по защите и продвижению прав всех граждан Словакии, а также по обеспечению признания и соблюдения этих прав всеми соответствующими учреждениями по всей Словакии».
В июне 2014 года общественный защитник прав Яна Дубовцова приняла участие в кампании фонда «Открытое Общество», посвященной борьбе против ненависти в интернете.
20 августа 2014 года она провела встречу, посвященную влиянию неправильно составленных тестов на высокий отсев детей-цыган в спецшколы. Во встрече участвовали полномочный представитель правительства по делам цыганской общины (splnomocnenec vlády pre rómske komunity), представители министерства иностранных дел, министерства образования, ЮНИСЕФ и нескольких неправительственных организаций. В сентябре — октябре 2014 года общественный защитник прав Яна Дубовцова совместно с фондом «Открытое Общество» провела ряд дискуссий в Братиславе, Прешове, Банска-Бистрице на тему пребывания цыганских детей в спецшколах. В середине июля 2014 года был опубликован «Атлас цыганских общин 2013» (Atlas rómskych komunít 2013) — результат исследовательской работы Программы развития ООН (ПРООН), министерства труда, социальных дел и семьи Словакии и учёных из Института цыганских исследований (Ústav rómskych štúdií) Прешовского университета.
29 марта 2017 года на должности общественного защитника прав её сменила Мария Патакиова.
На парламентских выборах 2020 года баллотировалась от коалиции либеральных партий «Прогрессивная Словакия» и «Вместе» (с 2023 года — «Демократы»).
15 мая 2023 года назначена главой министерства юстиции Словакии в правительстве под председательством Людовита Одора. Правительство ушло в отставку 25 октября.